# 2014年奧克尼地震
2014年奧克尼地震在2014年8月5日12時22分33秒（南非標準時間）發生，震央位於南非西北省克萊克斯多普的金礦城鎮奧克尼附近。南非地質科學委員會把此次地震的震級定為黎克特制5.5級，使之成為1969年圖爾巴地震（震級為黎克特制6.3級）以來，南非最嚴重的地震。美國地質調查局估計，此次地震的震源深度達4.1（2.5英里）。該局表示，此次地震「極為危險」，因為震央位於克萊克斯多普和奧克尼附近。地球科學委員會在8月5日錄得84次餘震，並在8月6日錄得31次餘震，這些餘震的震級由黎克特制1.0級至3.8級不等。地球科學委員會表示，此次地震是南非史上最嚴重的採礦引發地震。

## 起因

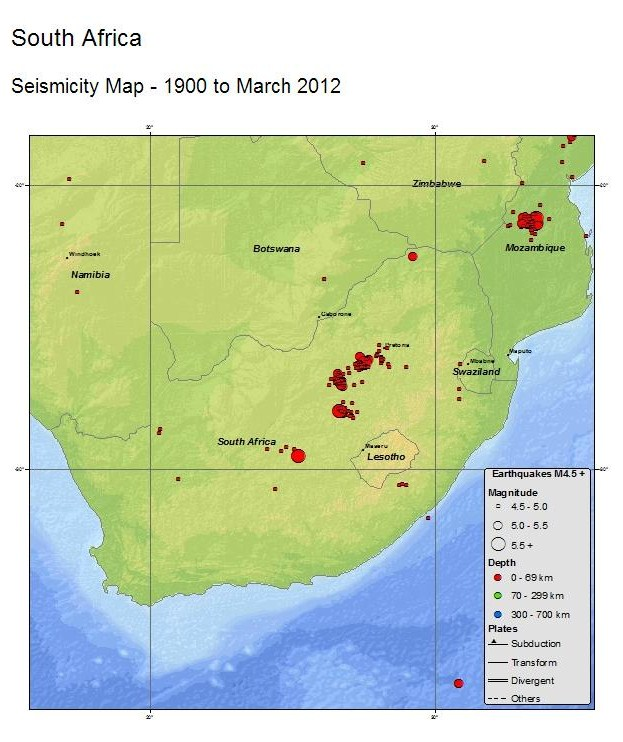
由美國地質調查局繪製的南非地震活動圖

### 地震活動史
一般而言，地震在南非並不常見，但這次地震的震央位於較常發生地震的採礦地帶。地震發生前4年內，西北省共錄得6次地震。2005年3月9日，奧克尼附近的史蒂爾方丹哈特比斯方丹礦場（Hartebeesfontein mine；由DRDGOLD公司經營）發生地震，震級達到黎克特制5.3級，造成2人死亡，事後礦場亦須關閉；地球科學委員會曾形容這場地震是「南非最嚴重的採礦誘發地震」。地震發生後，礦業監管部門的調查發現這次地震由採礦活動引發，指出同類型的地震可能會越來越多，並提出改善地震監測系統等多項建議，其中部分建議已於2014年地震之前獲得採納。2014年6月15日，美國地質調查局在同一個地區錄得一場矩震級達4.9MW的地震；地球科學顧問克里斯·哈特納迪博士（Dr Chris Hartnady）認為，這次地震可能是一次前震。

### 專家意見
比勒陀利亞大學自然災害中心教授安傑伊·基伊科（Andrzej Kijko）表示，採礦活動可以令天然斷層變得更活躍。他相信，南非超過90%的地震都是由採礦活動（特別是在克萊克斯多普、卡雷頓維爾和韋爾科姆一帶進行的採礦活動）引發。哈特納迪則表示：「非洲這一部分靠近東非裂谷體系，這個裂谷每年會擴闊數毫米。」他又說「地震的成因是斷層線滑動，積累的彈性能釋放出來」，而採礦活動可能引發了這場地震。基伊科和哈特納迪都相信，和1969年圖爾巴地震不同的是，這次地震是採礦誘發地震，這種地震在南非比自然地震常見。金山大學地球物理學家穆薩·曼齊（Musa Manzi）表示，這次地震可能是由採礦活動引發。而同一所大學的地震學家雷·杜爾海姆教授（Ray Durrheim）則表示，只要採礦活動在當地進行，地震活動就會持續下去，甚至會持續到採礦活動結束後的一段很長的時間。他說廢棄礦山的積水也會對地質斷層施加壓力，並引發更多地震。杜爾海姆還指出，採礦與地震「有持續的聯繫，一開始地震純粹是由採礦活動引發，後來（採礦活動停止後）自然地震也會因此發生。」約翰內斯堡大學構造地質學專家赫爾曼·范涅克爾克博士（Dr Herman van Niekerk）相信，地震是非洲大陸慢慢分開的結果。美國地質調查局初時估計的震源深度是10 km（6.2 mi），而礦井的最大深度則在4（2.5英里）以內。范涅克爾克比較了兩組數據，並推斷這次地震不太可能由採礦活動引發。

### 地球科學委員會
地球科學委員會的米歇爾·格羅貝拉（Michelle Grobbelaar）說：「根據經驗法則，如果你以前經歷過一次有相當強度的地震，你總會預料到當地會發生強度相若的地震。」格羅貝拉和來自同一個組織的丹佛·貝奇（Denver Birch）表示，由於地震在礦區發生，而在歷史上，當地又沒有地震數據，因此地震的成因難以確定。該會員工伊恩·桑德斯（Ian Saunders）確認，該會會把調查隊派往災區，進行深入調查，而來自同一個組織的埃爾德里奇·卡斯瓦內（Eldridge Kgaswane）則說，他們應該能夠在一個月內確定地震的成因。卡斯瓦內表示：「事實上，（當地）最深的礦井比震源更淺，不過這並不表示採礦不可能是地震的成因。在大斷層附近進行爆破作業有可能引發（這次）地震活動。」 2014年8月18日，地球科學委員會在比勒陀利亞一場由科學和工業研究委員會舉辦的講座上證實本次地震由與採礦有關的活動引發，令這次地震成為南非史上最嚴重的採礦誘發地震。

## 影響

### 影響範圍
感受到這次地震的範圍最遠可達到與奧克尼相距600（370英里）的地區。南非的鄰國博茨瓦納、史瓦濟蘭、萊索托和莫桑比克都能感到震動。當時人們要從布隆方丹最高的兩座大樓（前C·R·斯瓦特大廈和萊博杭大廈）、比勒陀利亞的高樓大廈、比勒陀利亞大學教學大樓和德班南非稅務局辦事處撤退。地球科學委員會地震組組長米歇爾·格羅貝拉表示，由於「沙灘的沙子容易令地面運動變強」，所以德班也能感到震動。在莫桑比克馬普托，身在大廈的人也要撤離。津巴布韋氣象局證實，津巴布韋未受此次地震影響。

### 傷亡
地震唯一一名死者是一個名叫萊紹莫·馬卡奥拉（Leshomo Makhaola）的萊索托人（31歲）；地震期間，他在西北省卡納納被一幅塌下來的舊礦房牆壁壓死。ER24緊急醫療服務的一名發言人表示，據報有礦工在奧克尼一個礦場被困，被困礦工分佈於11口礦井之內；但是隨後的檢查卻發現在當地工作的礦工安然無恙。截至8月5日19時30分（南非標準時間），英美黃金阿散蒂大莫利瓜（Great Noligwa）和摩押·霍松礦場（位於奧克尼附近）全部3,300名身處地下的礦工（包括34名傷者）都已經救出地面 。全部34名傷者都只是受輕傷，他們身受裂傷、瘀傷，甚至腳骨骨折。他們到醫院接受治理，並在8月6日悉數出院。礦場供電系統的運作一度中斷，而在供電系統大致恢復正常運作的時候，英美黃金阿散蒂的管理人員便開始進行疏散程序；礦場管理人員與在地下工作的礦工隊以電話聯絡，而礦井工程師則確定礦井設施能夠正常運作。英美黃金阿散蒂的緊急醫護人員治理受傷礦工，而輔導員則負責輔導感到震驚的員工。隨後，大莫利瓜和摩押科聰礦場的採礦作業亦告停止，以進行安全檢查。

### 損壞
地震令奧克尼和周邊地區的建築物受到嚴重破壞。位於史蒂爾方丹附近的庫瑪（Khuma）鎮區是重災區之一，當地超過600座房屋受地震破壞。8月5日，當地又再發生餘震，當時庫瑪居民正在評估其居所的損毀情況。西北省共有3座診所受地震破壞，其中有2座診所需要關閉。地震還破壞了2所學校；由於教室嚴重損毀，部分學生未能回校上課。
地震發生後數天，南非大部分主要銀行和保險公司開始收到索償申請表。截至2014年8月6日，南非聯合銀行（ABSA）收到200份索償申請表，標準銀行收到129份索償申請表，而Mutual & Federal保險公司則收到11份索償申請表。

## 反應
地球科學委員會警告，預計地震後數天仍會發生餘震，而這種現象可能會持續數個月。他們建議，如果發生餘震，所有身處於建築物的人都要疏散。
礦業部礦業檢察長大衛·姆西扎（David Msiza）要求克萊克斯多普、卡雷頓維爾、羅斯頓堡等受災地區的礦業公司在地下進行檢查，以保證沒有礦工被困，並保證礦工的工作狀況安全。
英美黄金阿散蒂拒絕為地震負責，並表示地震發生地點位於該公司礦業設施以外。
西北省省長蘇普拉·馬胡馬佩洛（Supra Mahumapelo）向該省居民承諾，所有受地震影響的災民會得到援助。馬胡馬佩羅表示，為災民提供的服務設施包括輔導和社會救濟服務，以及臨時住房。他說受地震破壞的建築物和基建設施需要用幾年的時間來修復。西北省政府已設立西北省賑災基金，以協助該省受地震影響的居民。
西北省肯尼思·卡翁達博士地區當局把調查隊派遣到該區各地，調查地震對該區造成的破壞。
南非內閣向地震死者的家庭致哀。